# Territorio del nord-ovest (Stati Uniti d'America)
Il Territorio del nord-ovest, ufficialmente denominato Territorio a nord-ovest del fiume Ohio, fu una regione amministrativa indipendente degli Stati Uniti.

## Storia
La regione fu istituita dal Congresso degli Stati Uniti d'America Il 13 luglio 1787, con l'intento di farne successivamente uno Stato dell'Unione. Il 7 agosto 1789 il Congresso confermò la possibilità di creare un nuovo Stato, facendo però qualche modifica a quanto era stato deciso nella legislatura precedente. Il territorio includeva tutto il territorio nordoccidentale della Pennsylvania e quello del fiume Ohio. Copriva inoltre i territori degli attuali stati dell'Ohio, dell'Indiana, dell'Illinois, del Michigan e del Wisconsin, oltre che la parte nordorientale del moderno Minnesota. In totale, l'area copriva 673.000 chilometri quadrati.
Con l'istituzione dello Stato dell'Ohio nel 1803, il Territorio del Nordovest venne spartito tra il neonato Ohio e il nuovo Territorio dell'Indiana.